# Torfbahn Gussewskoje
| Torfbahn Gussewskoje     | Torfbahn Gussewskoje |
| ------------------------ | -------------------- |
| Feldbahn (Torf), 2013    |                      |
|                          |                      |
| Streckenlänge:           | 20 km                |
| Spurweite:               | 750 mm (Schmalspur)  |
| Streckengeschwindigkeit: | 30 km/h              |
|                          |                      |

Die Torfbahn Gussewskoje (russisch Узкоколейная железная дорога Гусевского торфопредприятия/Uskokoleinaja schelesnaja doroga Gussewskowo torfopredprijatija; auch Torfbahn Gusevskoje) ist eine Feldbahn in der russischen Oblast Wladimir.

## Geschichte
Der erste Abschnitt der Schmalspurbahn wurde 1920 eröffnet. Von der früher 91 km langen Feldbahn mit einer Spurweite von 750 mm ist heute noch eine Reststrecke von 20 km vorhanden. Sie verbindet die Siedlung städtischen Typs Mesinowski und Gussewski mit dem Torfmoorgebiet. 2010 wurde das Torfwerk «ENBIMA Group» (russisch ЗАО «ЭНБИМА Групп») in Gussewski gebaut und in Betrieb genommen. 2011 wurde ein weiteres Torfwerk «Wladimir-torf» (russisch ООО «Владторф», GmbH) in Mesinowskoje errichtet.

## Fahrzeuge

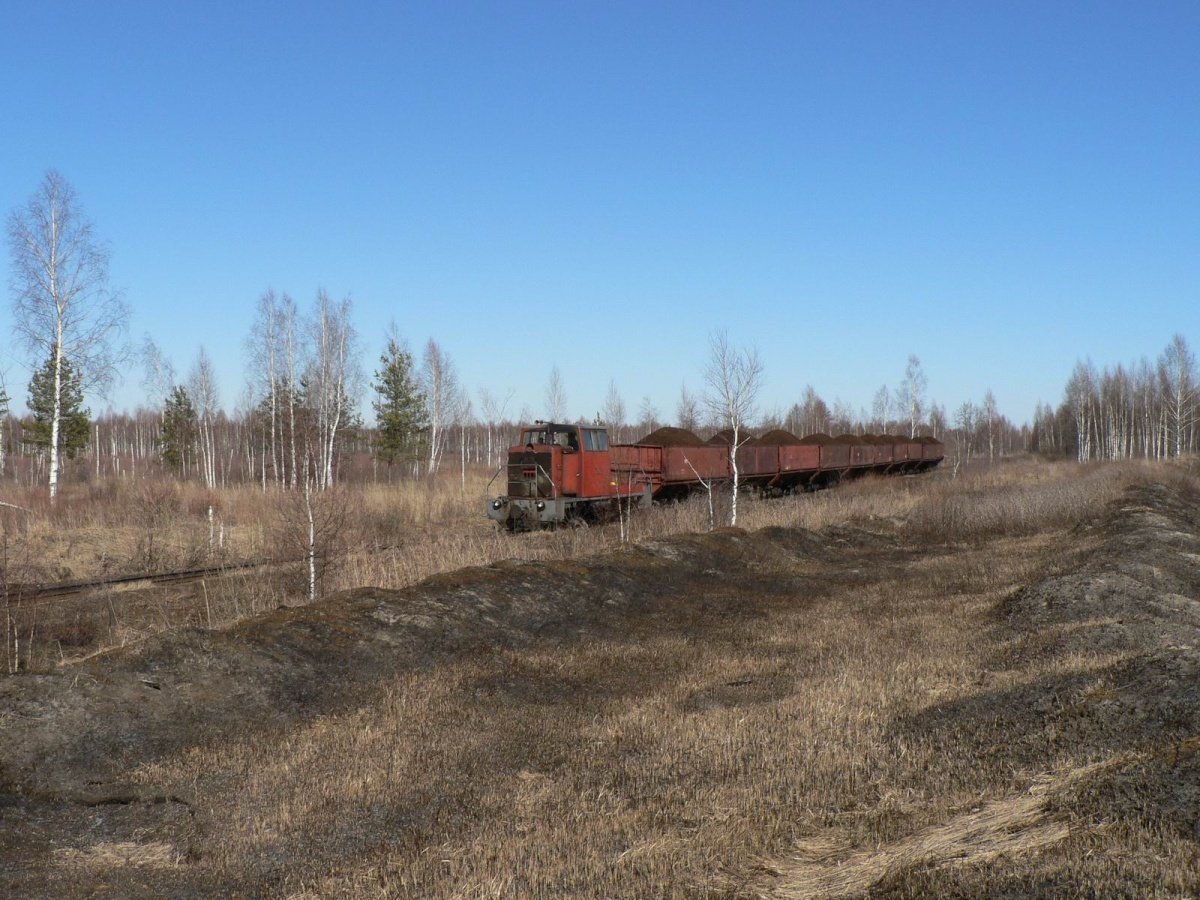
ТУ6Д-0202

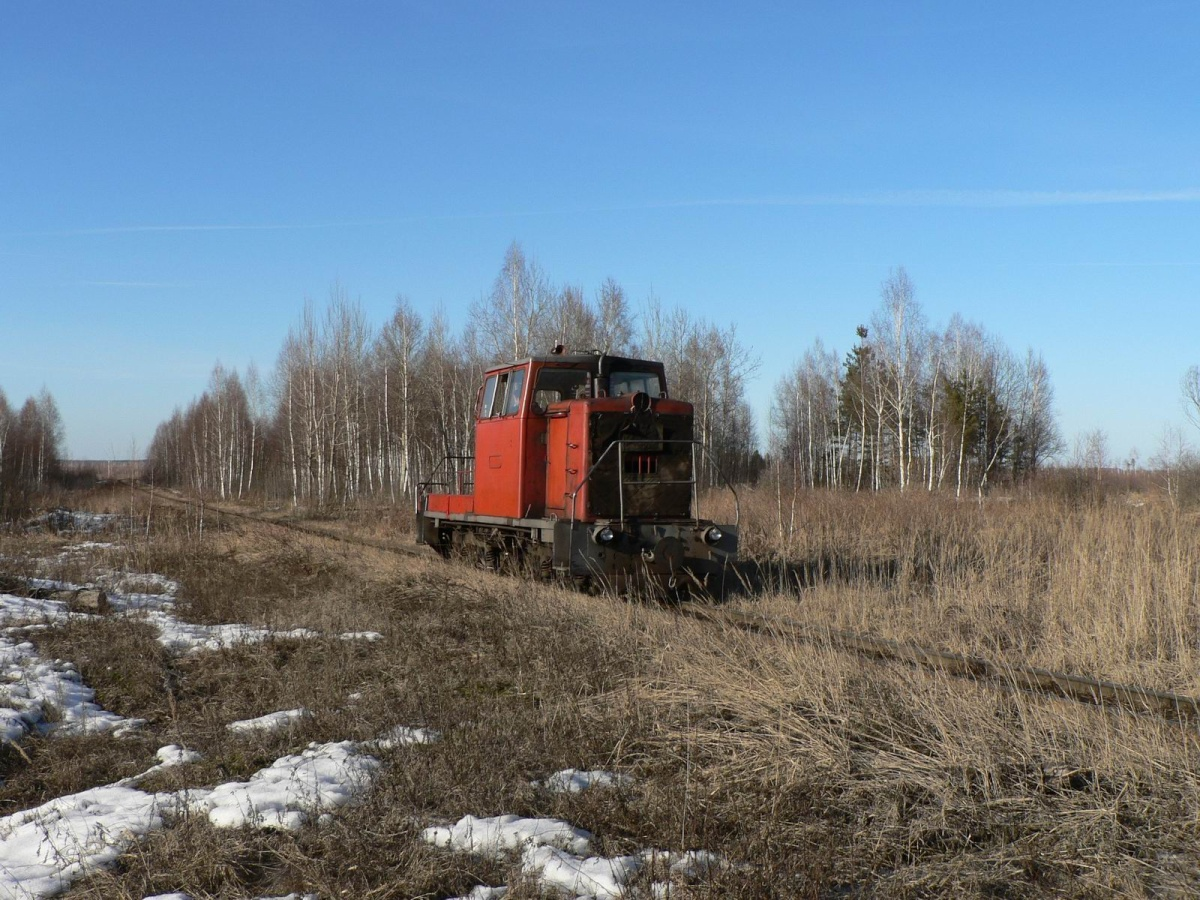
ТУ6Д-0202

### Diesellokomotiven
Bahnbetriebswerk Mesinowski
- ТУ7 – № 2999, 3310, 2087, 3028, 3311
- ТУ6Д – № 0202 (0023)
- ТУ6А – № 1663
- Eisenbahn-Draisine ГМД4[5]
- Fahrbares Kraftwerk ЭСУ2а – № 249, 721, 997, 994

Bahnbetriebswerk Gussewski
- ТУ4 – № 2303, 1547
- Eisenbahn-Draisine ПД1 – № 764
- Fahrbares Kraftwerk ЭСУ2а – № 1024, 987

### Wagen
- Flachwagen
- Kesselwagen
- Personenwagen
- Seitenkippwagen 47-641
- Offener Güterwagen ТСВ6А für Torf

### Bahndienstfahrzeuge
- Schneepflug
- Gleisbaukran ППР2ма
- Eisenbahn-Draisine
- Schienendrehkran

## Galerie

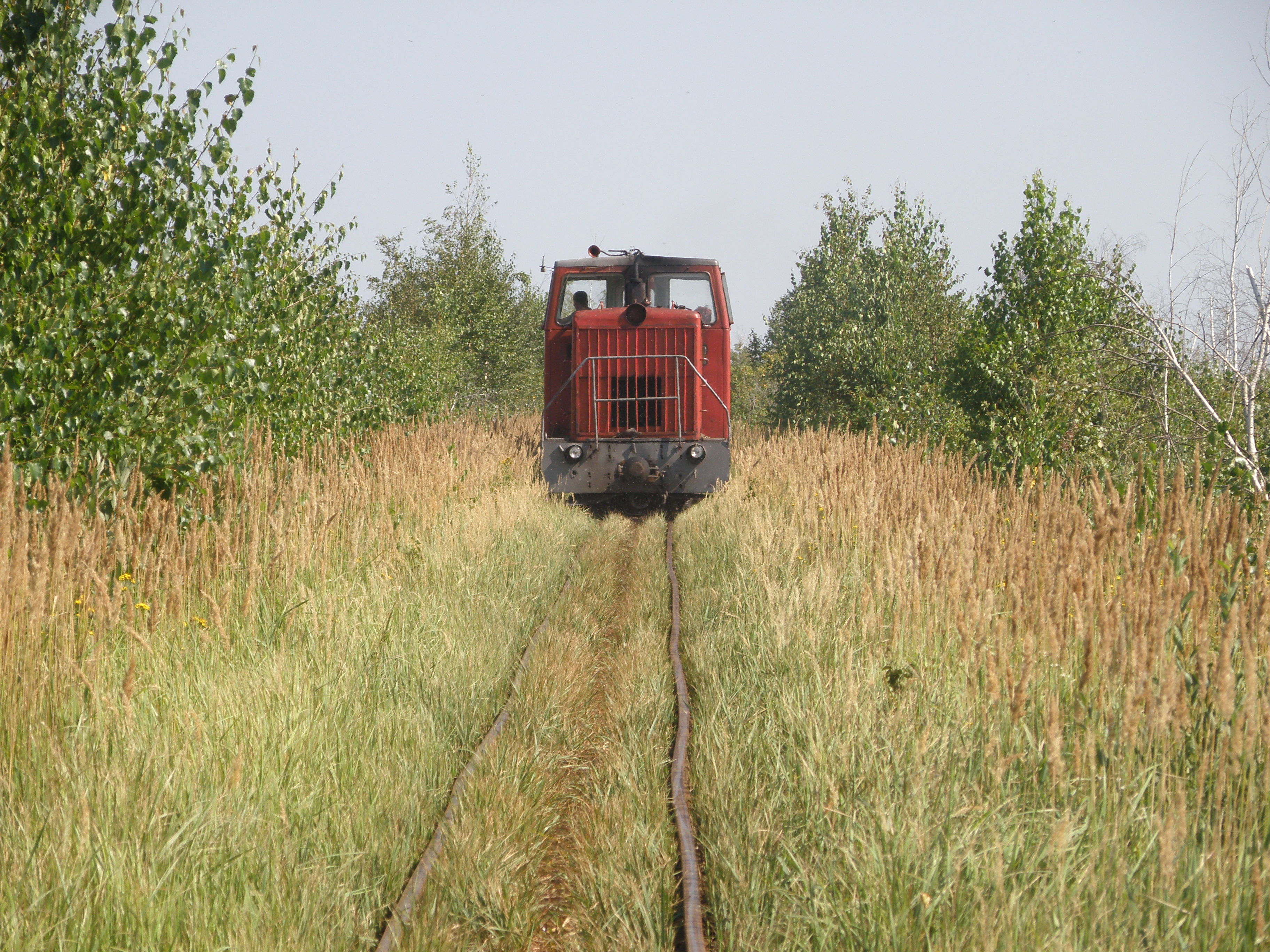
ТУ6Д - № 0023
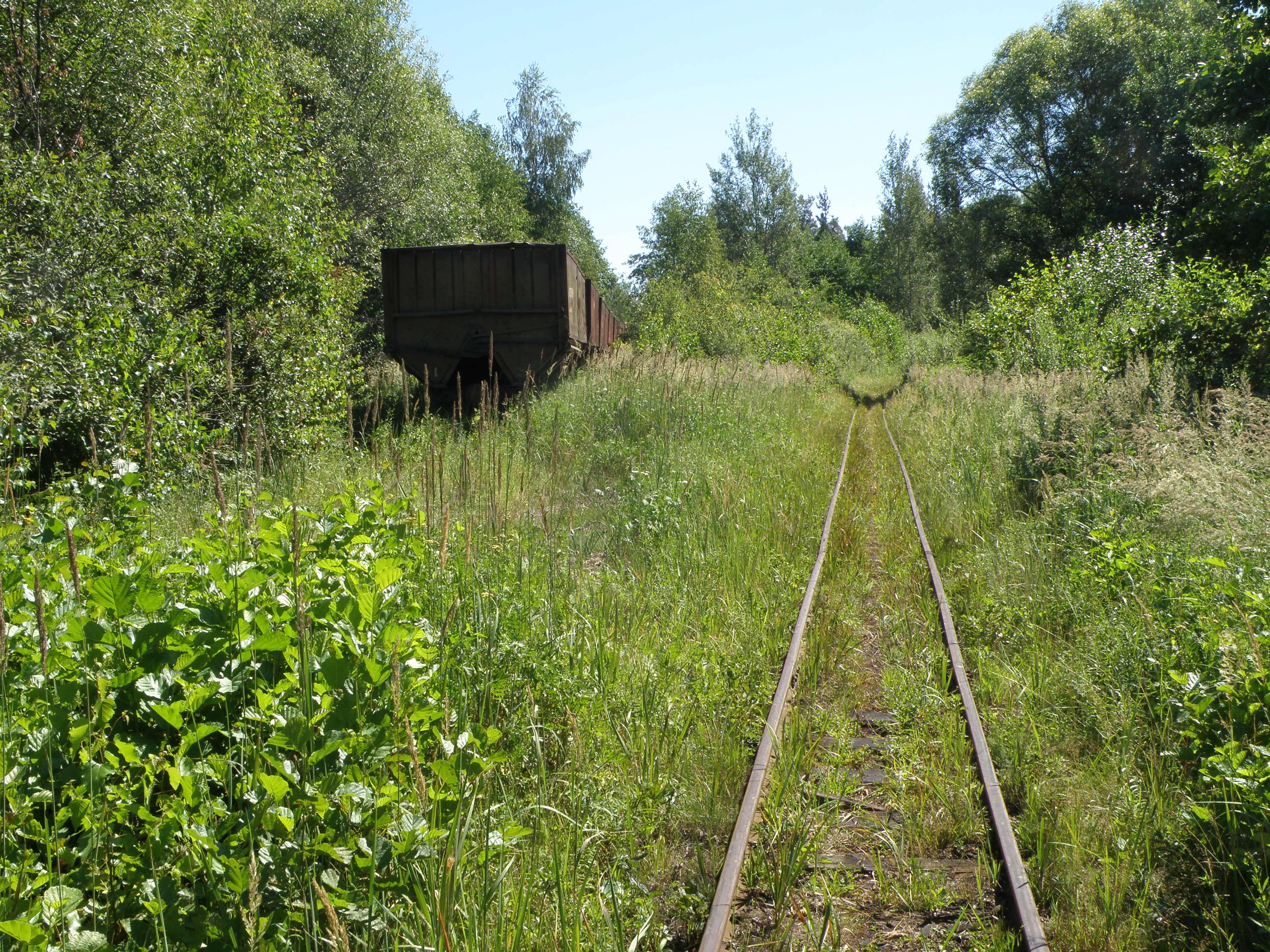
ТСВ6А für Torf
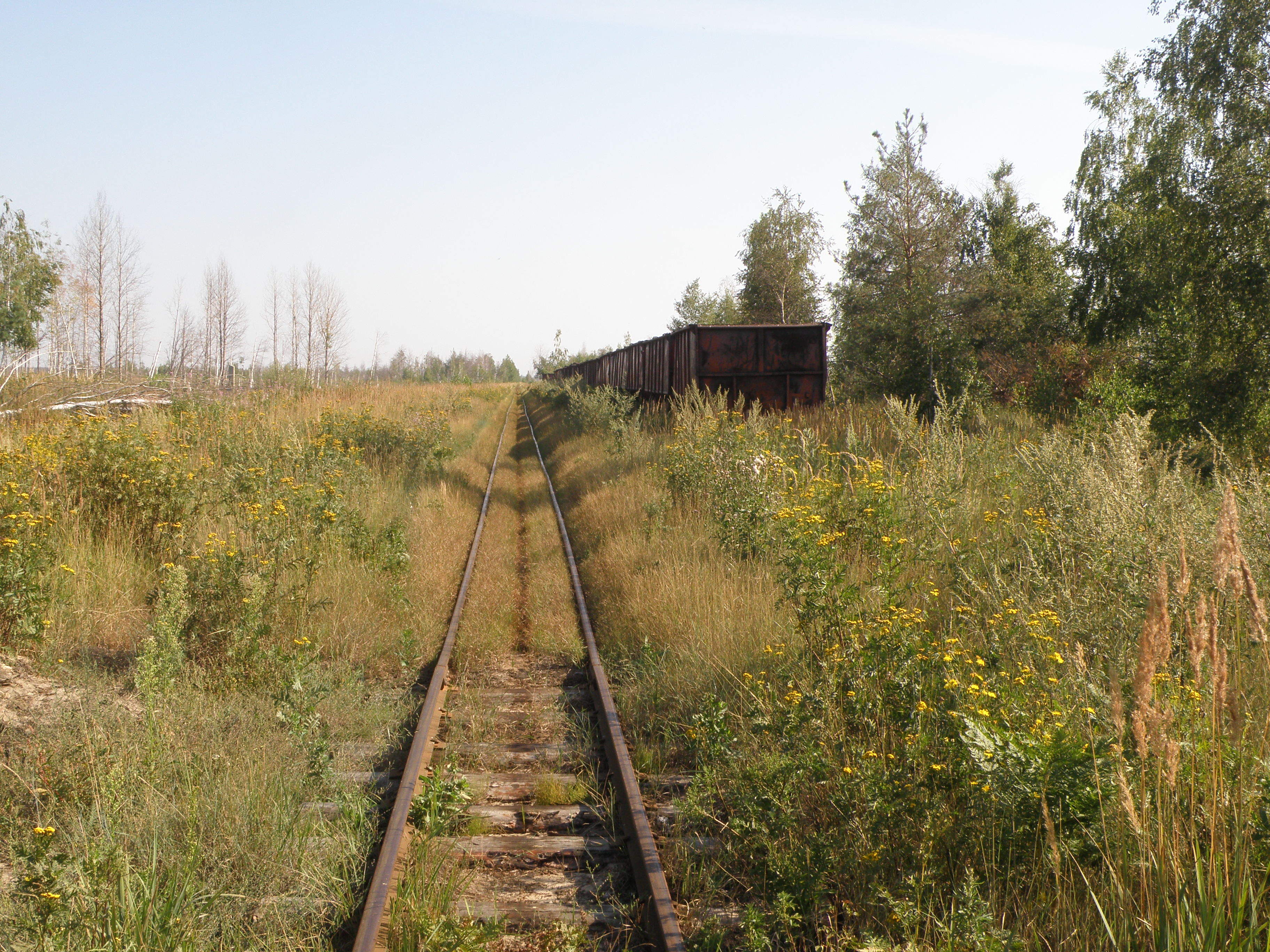
Feldbahn
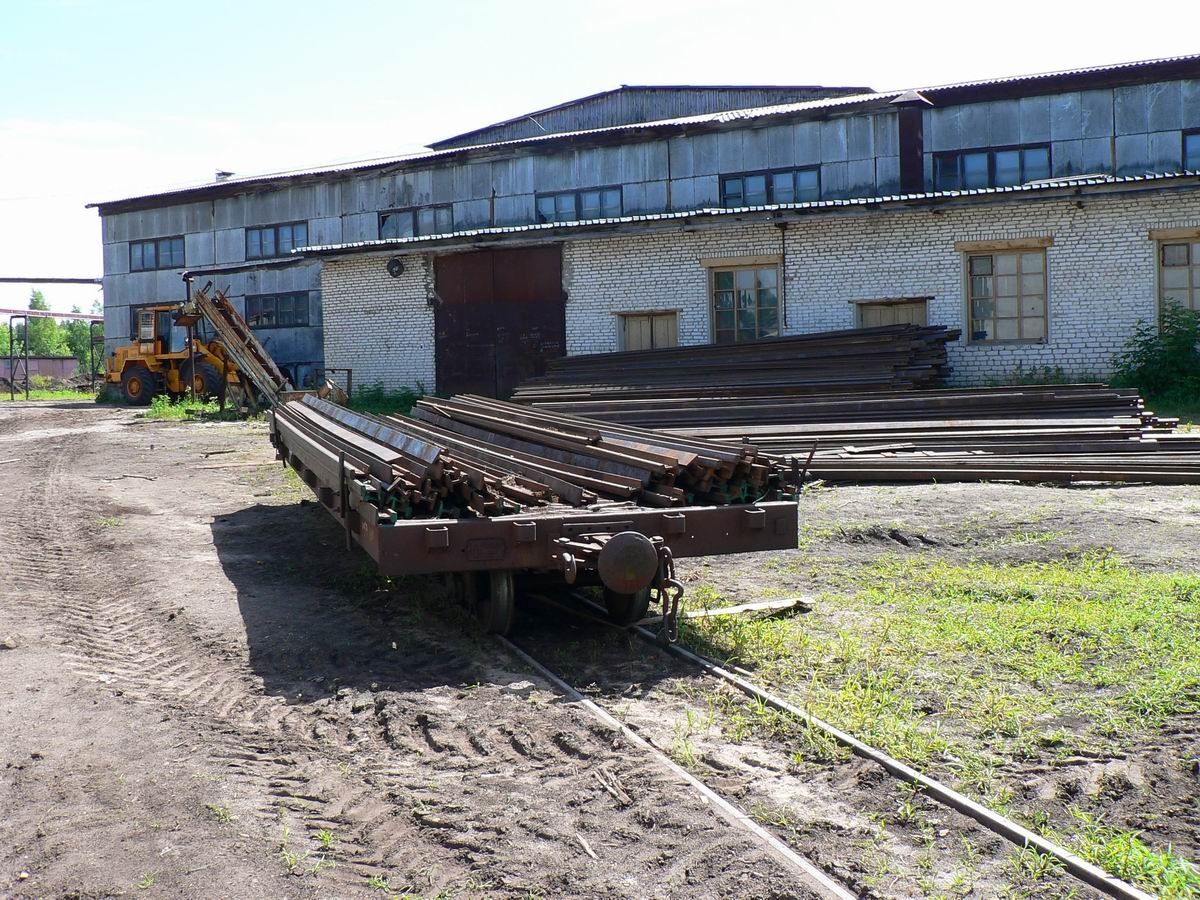
Feldbahn Mesinowski
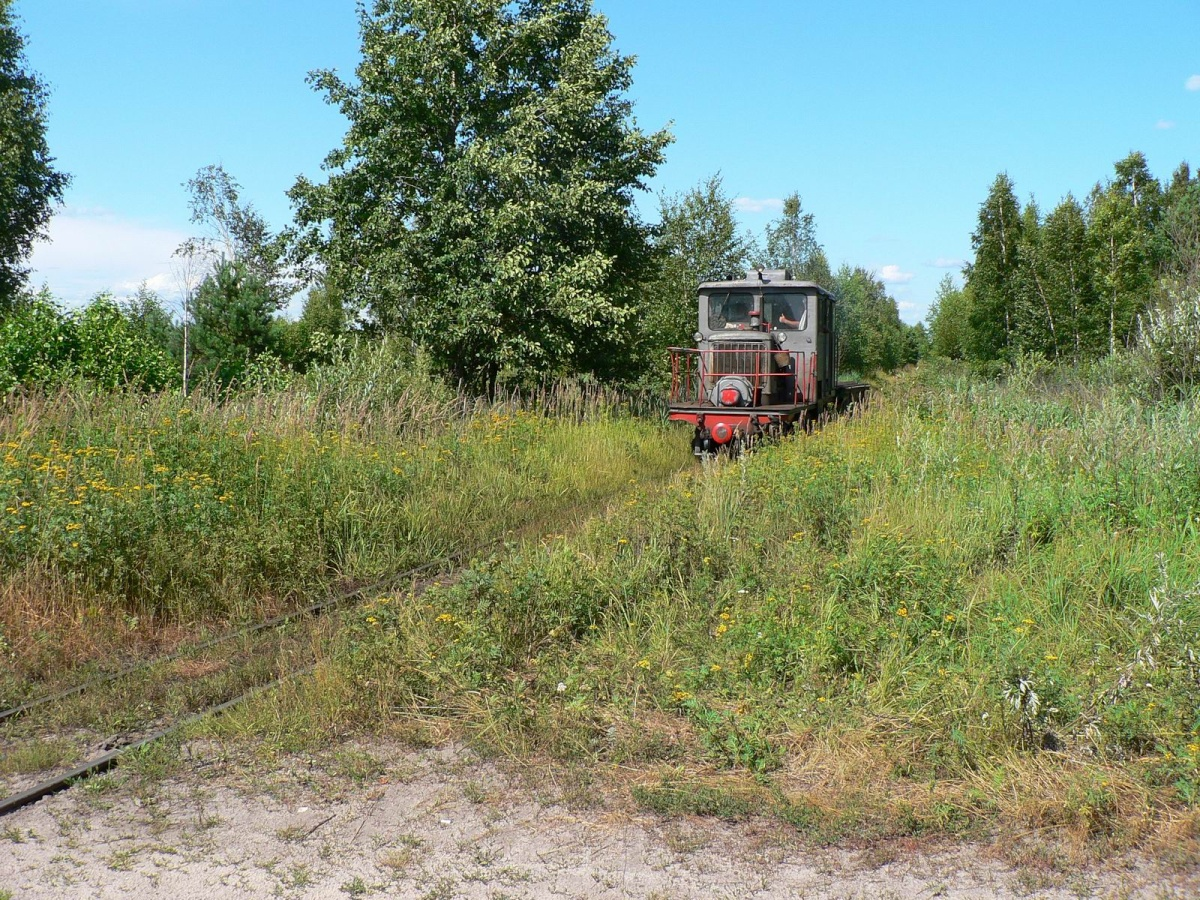
Fahrbares Kraftwerk ЭСУ2а-994
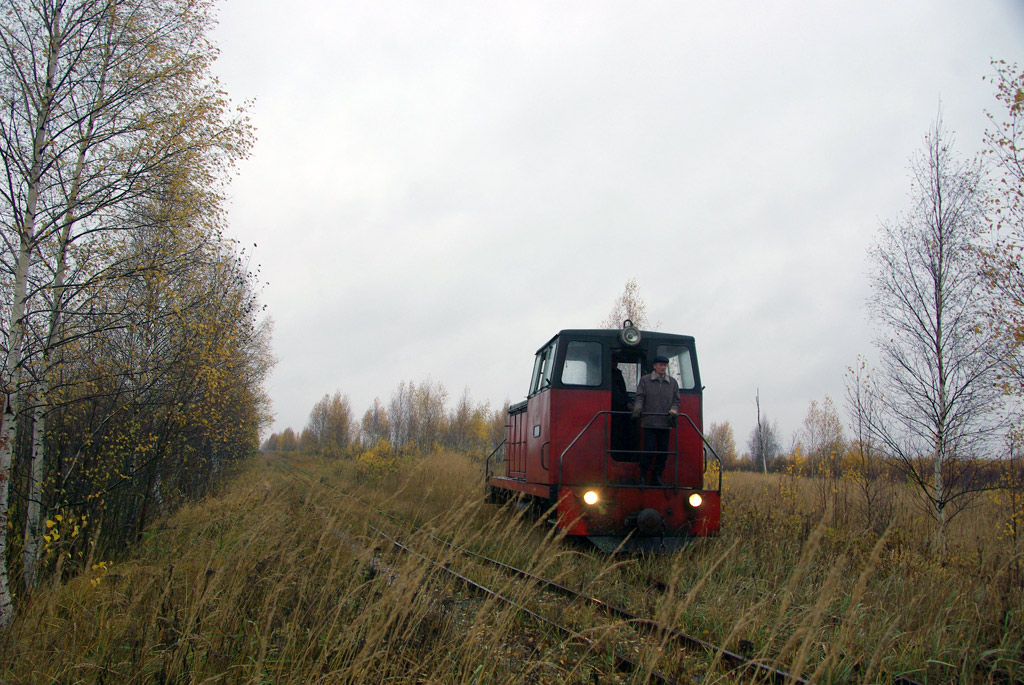
ТУ7А - № 3310